# Intrauterine Insemination
Die Intrauterine Insemination (IUI) ist eine Methode der assistierten Befruchtung, die in der Regel der künstlichen Befruchtung zugerechnet wird. Dabei werden in der Regel durch medizinisches Fachpersonal mittels eines Katheters die Samenzellen zum Zeitpunkt des Konzeptionsoptimums in die Gebärmutterhöhle (Uterus) übertragen und sind somit der oder evtl. den herangereiften Eizelle(n) näher als im Rahmen einer natürlichen Befruchtung unmittelbar nach einem Geschlechtsverkehr.
Die Methode findet Anwendung, wenn kein Geschlechtsverkehr stattfinden soll, beispielsweise bei einer Samenspende, aber auch bei Problemen beim Geschlechtsverkehr (Kohabitationsstörungen) oder verminderter Anzahl funktionstüchtiger Spermien (Oligospermie). Der vermutliche Zeitpunkt des Eisprungs wird vorher mittels Hormon- und Ultraschalluntersuchung abgeschätzt. Oft werden die Eizellreifung und der Eisprung zusätzlich medikamentös herbeigeführt.
Manchmal werden bei der intrauterinen Insemination die gewonnenen Samenzellen vor Einbringung in den weiblichen Körper im Labor selektiert. Während dieses Prozesses durchlaufen die Samenzellen bereits den Reifungsprozess (Kapazitation), der normalerweise erst im weiblichen Genitaltrakt stattfindet.
Dieser Art der Insemination geht in den meisten Fällen eine hormonelle Stimulation voraus; diese führt in etwa 20 % aller Fälle zu Mehrlingsgeburten.

## Erfolgsquote
Die Wahrscheinlichkeit, dass es durch eine intrauterine Insemination tatsächlich zu einer Schwangerschaft kommt, hängt von zahlreichen Faktoren ab, beispielsweise auch von einer etwaig vorliegenden gesundheitlichen Einschränkung des Mannes, die oft Grund für die Durchführung einer IUI ist.
Laut Angaben der Universität Bonn schwankt die Erfolgsrate der intrauterinen Insemination abhängig von der Indikation zwischen 5 % und 10 % pro Zyklus. Die Chance einer Befruchtung nimmt demnach nach den ersten drei Versuchen ab.
Laut einer Studie, die die Daten aus den Jahren 1998 bis 2010 des Kinderwunschzentrums Wiesbaden auswertete, ist das Alter der Frau ebenfalls stark maßgebend. Demnach wurden abhängig vom Alter der Frau folgende Werte für eine Schwangerschaft ermittelt:
| Alter der Frau | Schwangerschaften pro Behandlungszyklus (gerundet) |
| -------------- | -------------------------------------------------- |
| <24            | 20 %                                               |
| 25–29          | 13 %                                               |
| 30–34          | 11 %                                               |
| 35–39          | 9 %                                                |
| 40–41          | 9 %                                                |
| 42–43          | 6 %                                                |
| >43            | 3 %                                                |

Quelle: Geburtshilfe Frauenheilkd., 2013 Aug, 73(8), S. 808–811, PMC 3859121 (freier Volltext)